# شب زفاف کاترین
شب زفاف کاترین یا و حالا جیغ‌زدن شروع می‌شود! (به انگلیسی: And Now the Screaming Starts!) یک فیلم ترسناک گوتیک بریتانیایی به کارگردانی روی وارد بیکر با بازی پیتر کوشینگ، هربرت لام، پاتریک مگی، گیلیان لیند، استفانی بیچام و یان اوگلیوی در سال ۱۹۷۳ است. این یکی از معدود داستان‌های ترسناک بلند آمیکوس است، شرکتی که بیشتر برای فیلم‌های جُنگ یا «پُرتمانتو» شناخته می‌شود.
این فیلمنامه توسط راجر مارشال نوشته شده‌است و براساس رمان ۱۹۷۰ فِنگریفن نوشته دیوید کیس ساخته شده‌است. این فیلم با نام‌های فنگریفن یا عروس فنگریفن نیز شناخته می‌شود. خانه بزرگ گوتیک به کار رفته در فیلم، اوکلی کوت، نزدیک دهکده بری است که اکنون یک هتل چهار ستاره است.

## بیشتر خواندن
- Chibnall, Steve; Petley, Julian (ed.) (2005). British Horror Cinema. Oxford: Taylor & Francis، pp. 132–134. شابک ‎۰−۲۰۳−۹۹۶۷۶−۳ISBN 0-203-99676-3
- Mayer, Geoff (2004). Roy Ward Baker (British Film Makers). Manchester Univ. Press. شابک ‎۰−۷۱۹۰−۶۳۵۴-XISBN 0-7190-6354-X